# Governo provvisorio della Toscana
Governo provvisorio della Toscana fu la denominazione di due amministrazioni transitorie belliche della regione Toscana.
La prima si installò durante le guerre rivoluzionarie francesi nel 1799, prima di essere spazzata via dalla restaurazione del governo legittimo da parte delle armate tedesche.
La seconda guidò il territorio sommariamente corrispondente all'odierna Toscana per ventidue mesi, tra il 1859 e la nascita del Regno d'Italia.

## Il governo del 1799
Il Granducato di Toscana era riuscito a smarcarsi pressoché indenne dalla Prima coalizione continentale contro la Francia rivoluzionaria, raggiungendo una pace sulla base del ritorno allo status quo nel 1795 e accordando il passaggio pacifico alle truppe del generale Napoleone Bonaparte nel 1797.
La situazione cambiò però progressivamente nei mesi successivi, dato che gli irrequieti giacobini approfittarono della tregua per espandersi su pressoché tutta la penisola italiana, instaurando Repubbliche sorelle anche a Roma e a Napoli. Quando, di conseguenza, si formò una Seconda coalizione e scoppiò una nuova guerra nel 1799, immediatamente i francesi occuparono la Toscana, che era rimasta l’unica regione non in loro balia, e cacciarono il granduca di Casa Asburgo. Sotto il comando del Commissario del Direttorio, Charles-Frédéric Reinhard, il 25 marzo fu installato un governo provvisorio sotto la presidenza di Alessandro Rivani.
Il lavoro del governo fu tuttavia subito travagliato e già a maggio la rivolta conservatrice dilagò in varie province, specialmente ad Arezzo. L’avanzata delle truppe imperiali austriache comportò poi il collasso del potere francese e la restaurazione granducale già il 5 luglio.

## Il governo del 1859

### Contesto

Bandiera di Stato (propriamente dei Consolati) e della Marina Mercantile del Governo Provvisorio Toscano

```
Il 
Granducato di Toscana
, uno dei tanti 
Stati preunitari
, nel 1859 era retto da oltre un secolo dalla dinastia dei 
Lorena
.
[
2
]
```

I Lorena erano profondamente imparentanti con gli Asburgo, titolari dell'Impero austriaco, quest'ultimo controllante il Lombardo-Veneto e quindi contrapposto alle aspirazioni di egemonia nazionale dei Savoia e del Regno di Sardegna.
La stima e l'affetto della popolazione per i Lorena, promotori di riforme sociali, importanti opere pubbliche, esercitanti uno dei regimi più illuminati e tolleranti dell'intera Europa, era venuto meno con i moti rivoluzionari del 1848. Il Granduca Leopoldo II di Toscana a febbraio aveva concesso la costituzione liberale e a marzo del 1848, sotto la spinta del movimento liberale, aveva inviato truppe regolari della Toscana al fianco di quelle del Piemonte, sotto la bandiera tricolore con lo stemma dei Lorena. Successivamente, però, i suoi sentimenti filo-italiani vennero messi duramente alla prova prima dalla pressione degli Asburgo, strettamente a lui imparentati, e poi dal comportamento espansionista di Carlo Alberto di Savoia. Intimorito dal comportamento del partito democratico che era stato contrario al ritiro delle truppe dal fronte, e dopo un moto popolare a Livorno, il granduca fuggì e si rifugiò a Gaeta. Ritornò al trono grazie agli austriaci e continuò a governare con la consueta mitezza, ma non avendo più la fiducia del suo popolo.
Nel 1859, alla vigilia dello scoppio della seconda guerra di indipendenza, sia il governo sabaudo sia quello austriaco fecero pressioni sugli altri Stati italiani per attirarli nel proprio schieramento, ma, nonostante i vincoli parentali con la casa regnante austriaca, il granduca si proclamò neutrale.

### Rivoluzione toscana
Nel Granducato di Toscana erano all'opera molti sostenitori della causa dell'unità italiana, inquadrati in varie organizzazioni (liberali, monarchici, repubblicani, mazziniani) e rappresentanti le fasce sociali più significative, compresi molti ufficiali dell'esercito. Molto attivo era anche Carlo Boncompagni, rappresentante diplomatico del Regno di Sardegna.
Il 23 aprile 1859 gli eventi cominciarono a precipitare, visto che l'Impero austriaco aveva inviato un ultimatum che intimava il Piemonte a ritirare le truppe dal confine: nei mesi precedenti infatti ci fu una politica di riarmo e provocatorie azioni di addestramento dell'esercito sabaudo ai confini. Un proclama dei "soldati toscani" diretto ai "fratelli toscani" esprimeva la volontà dell'esercito granducale di combattere a fianco dell'esercito sardo contro gli austriaci, chiamando esplicitamente "patria" l'Italia.
Il 24 aprile, giorno di Pasqua, alcuni reparti schierati finsero di non udire il comando di presentare le armi al granduca e alla sua corte che si recava al Duomo per le celebrazioni liturgiche.
La notte del 25 aprile, in alcune caserme al grido di "Viva l'Italia", fu spezzato il busto del granduca e lacerati i ritratti del principe ereditario e del comandante dell'esercito granducale, generale Ferrari. Quel giorno vi furono incontri frenetici fra i capi dei vari schieramenti a favore dell'unificazione italiana e i costituzionali toscani, guidati dal barone Bettino Ricasoli. Nessuno accordo fu trovato, visto che alcuni di essi volevano soltanto porre richieste riformatrici e di uno Statuto.
Il 26 aprile l'Austria dichiarò guerra al Regno di Sardegna: cominciava la seconda guerra d'indipendenza. La notte stessa a Firenze, capitale del granducato, si tenne un'ulteriore riunione dei capi dei vari schieramenti politici favorevoli all'unificazione italiana, presenti anche molti ufficiali dell'esercito toscano. Fu stabilita per il giorno successivo una grande manifestazione in tutte le principali città e fu nominata una giunta provvisoria. La rivoluzione era pronta a scoppiare.
La mattina del 27 aprile una gran folla scese in piazza Barbano, peraltro limitandosi a gridare il proprio sostegno al Regno di Sardegna e a lanciare invettive contro l'Austria; le truppe richiesero la sostituzione della bandiera granducale, molto simile a quella asburgica, con il tricolore e la dichiarazione di guerra all'Austria. Il granduca Leopoldo II, trincerato in Palazzo Pitti con i suoi ministri, convocò il principe Neri Corsini, liberale d'altissima reputazione non direttamente compromesso con i rivoltosi, dichiarando che era disposto a formare un nuovo governo, schierarsi contro l'Austria e concedere una costituzione; per calmare gli animi acconsentì alle truppe di inalberare il tricolore.
Il principe Corsini si recò presso la sede diplomatica del Regno di Sardegna dove erano riuniti i capi congiurati, ma tornò dal granduca con un ultimatum volutamente inaccettabile, che prevedeva l'abdicazione del sovrano, la destituzione del Ministero, del Generale e degli ufficiali che si erano maggiormente pronunciati contro il sentimento nazionale, un'alleanza offensiva e difensiva col Piemonte, la pronta collaborazione militare e il comando delle truppe al generale Ulloa, nonché l'adeguamento dell'ordinamento toscano a quello italiano. Leopoldo II lasciò Firenze con la famiglia, ma rifiutandosi di abdicare, anche se virtualmente salì al trono Ferdinando IV. Non riconosceva più il suo governo, ma non ne creò un altro.

### Istituzione del governo provvisorio

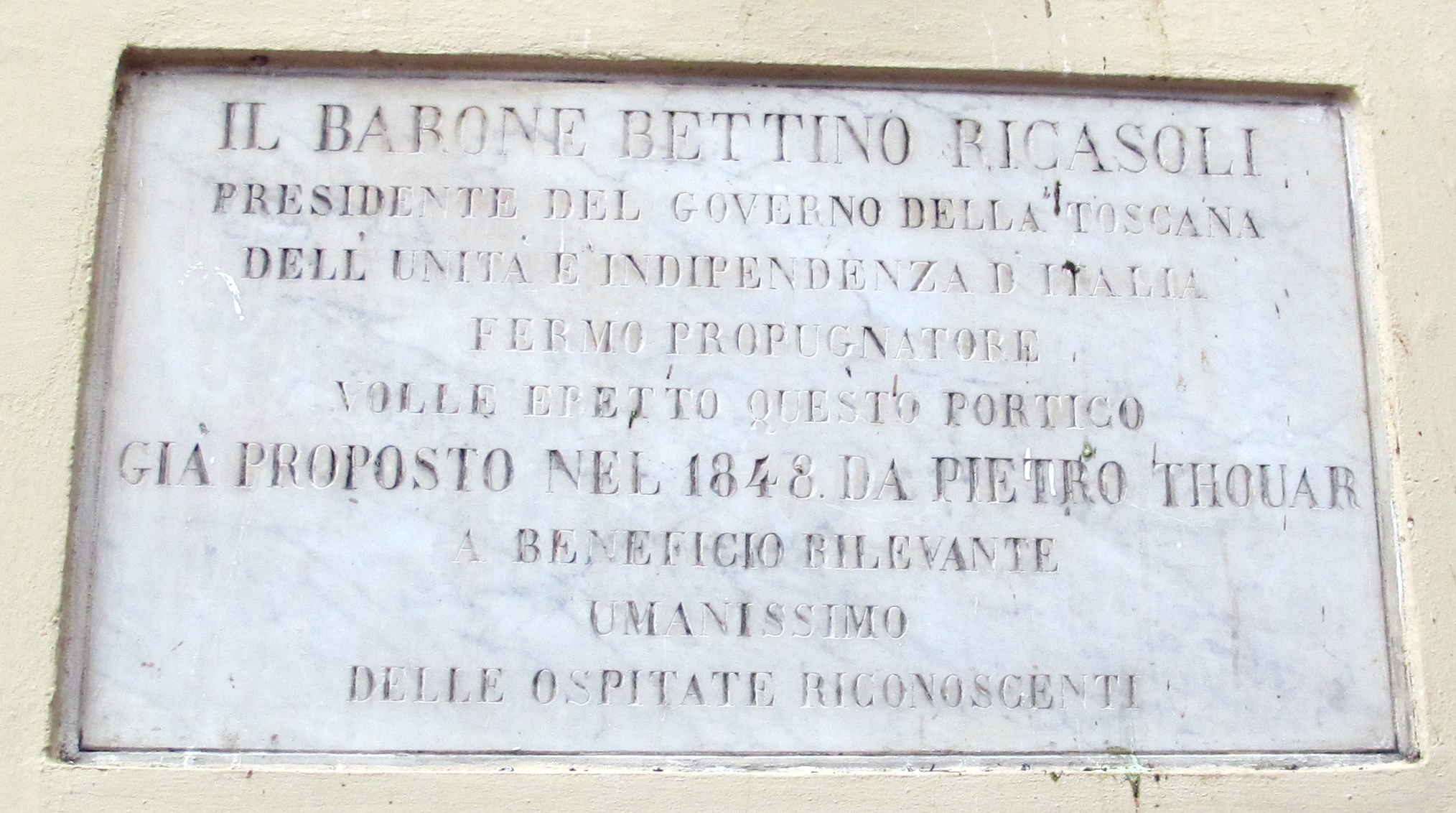
Firenze, targa a ricordo di un atto di Ricasoli come presidente del Governo toscano

La sera stessa, preso atto della mancanza di un governo legittimo, il municipio di Firenze nominò un Governo Provvisorio Toscano formato da Ubaldino Peruzzi, Vincenzo Malenchini e Alessandro Danzini.
Il 28 aprile il governo provvisorio offrì la dittatura a Vittorio Emanuele II, che però ritenne opportuno non accettare, in quanto la situazione internazionale era molto fluida e soprattutto non era chiara la posizione di Napoleone III, potente e fondamentale alleato del Savoia nella guerra all'Impero austriaco.
Vittorio Emanuele II si limitò ad accordare la propria protezione e nominò commissario straordinario il suo inviato Carlo Boncompagni, con funzioni di capo di Stato. Il commissario prima provò a formare un direttorato di tecnici, poi, preso atto dell'impossibilità di proseguire in quella direzione, l'11 maggio formò un gabinetto di governo con personalità locali: Bettino Ricasoli agli interni, Cosimo Ridolfi agli esteri e all'istruzione pubblica, Enrico Poggi al culto, Raffaele Busacca a finanze, commercio e lavori pubblici, il piemontese Paolo De Cavero alla guerra. Comandante dell'esercito fu nominato il generale Girolamo Calà Ulloa.

### Evoluzione
La sovranità della Toscana rimase quindi intatta, ma di fatto non era più un Granducato, in quanto il 21 luglio Leopoldo II, che nel frattempo aveva raggiunto la corte asburgica, abdicò in favore del figlio Ferdinando IV di Toscana, il quale, però, né si insediò né abdicò né cedette formalmente i poteri.
Il 5 maggio, per decreto del Governo provvisorio, fu riformato l'esercito del Granducato di Toscana, formando:
- 1º Reggimento di linea, sulla base del VII e IX battaglione di linea granducale;
- 2º Reggimento di linea, sulla base del V e X battaglione di linea granducale;
- 3º Reggimento di linea, sulla base del VI e VIII battaglione di linea granducale;
- 4º Reggimento di linea, sulla base del I e III battaglione di linea granducale;
- 5º Reggimento di linea, sulla base del II e IV battaglione di linea granducale;
- 6º Reggimento di linea, sulla base del 1º Reggimento cacciatori granducale;
- Reggimento granatieri, sulla base del battaglione veliti granducale.

Il 23 maggio i soldati del 5º corpo d'armata francese sbarcarono a Livorno, al comando del principe Napoleone Gerolamo, e occuparono i passi appenninici per prevenire colpi di mano da parte degli austriaci.
Il 29 maggio fu dichiarata l'alleanza della Toscana al Regno di Sardegna e alla Francia nella guerra contro l'Impero austriaco. Due giorni dopo, preso atto dell'inutilità della sua presenza nel granducato, il principe Napoleone Gerolamo partiva verso la Lombardia con le sue truppe e con le truppe di volontari toscani comandate da Girolamo Calà Ulloa.
Dopo l'armistizio di Villafranca, il 1º agosto il commissario straordinario cedette i poteri al consiglio dei ministri, presieduto dal barone Bettino Ricasoli.
Vennero adottati provvedimenti tendenti all'annessione al Regno di Sardegna, come l'introduzione dello stemma di casa Savoia e della lira piemontese al posto della moneta granducale. Non si perse l'occasione per promuovere alcune opere pubbliche, soprattutto in ambito ferroviario.

### Annessione e scioglimento

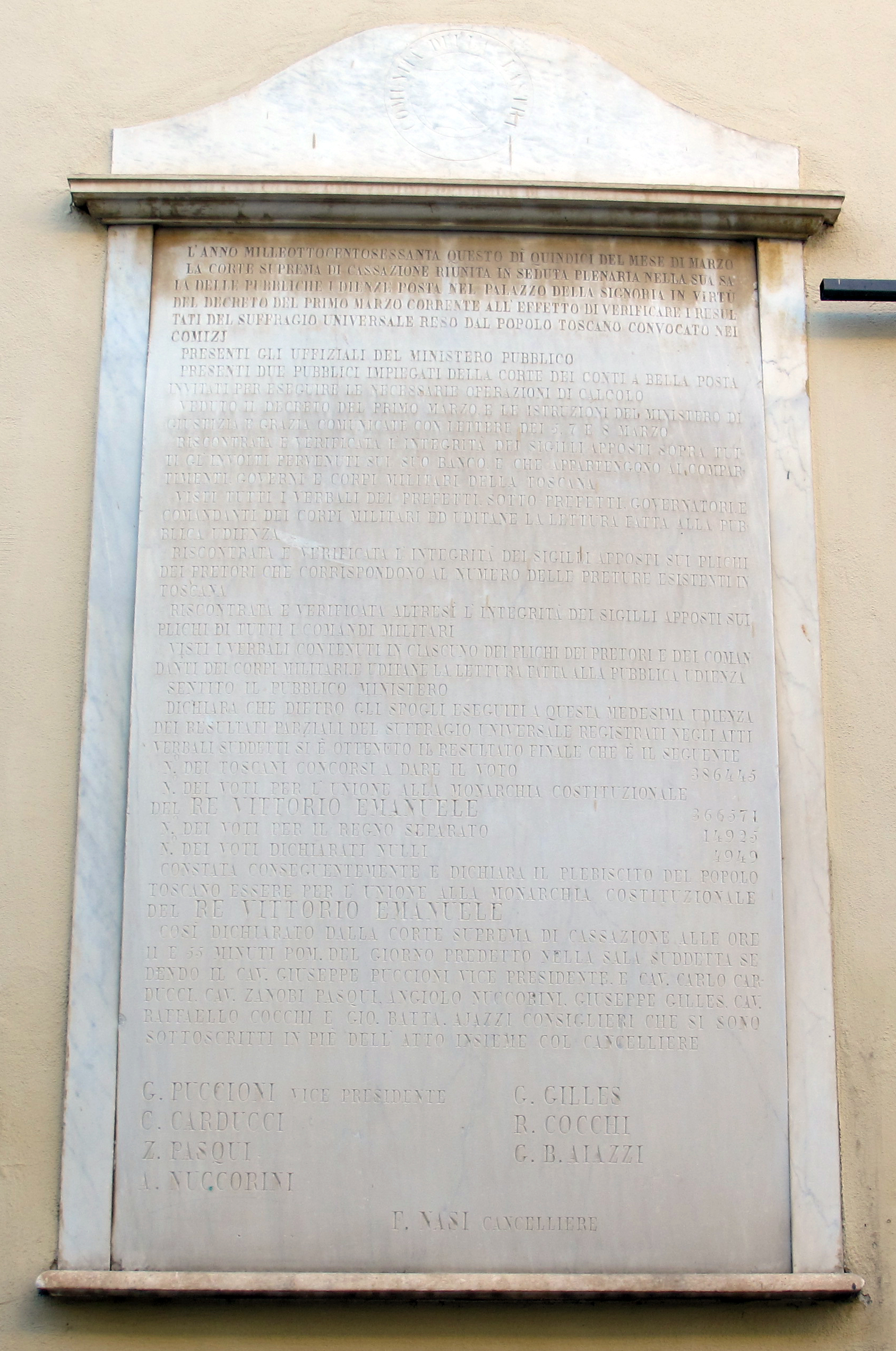
Targa ricordante il plebiscito del 1860 a Lastra a Signa (FI)

L'11 e il 12 marzo 1860 si tenne il plebiscito che decretò a larghissima maggioranza l'annessione della Toscana al Regno di Sardegna: 366 571 voti favorevoli contro 14 925 contrari (4 949 schede nulle per forma illegittima). La Suprema Corte di Cassazione delle Province di Toscana promulgò l'annessione in data 15 marzo 1860 e l'atto formale di annessione fu firmato pochi giorni dopo, il 22 marzo; Eugenio di Savoia-Carignano divenne luogotenente del re, con Bettino Ricasoli governatore generale.
L'unificazione non fu attuata di colpo, difatti si preferì mantenere alla Toscana un'ampia autonomia amministrativa che durò fino al 14 febbraio 1861, quattro giorni prima della prima convocazione del Parlamento del neonato Regno d'Italia.
L'assimilazione completa e definitiva nelle strutture amministrative del nuovo Stato si concluse nel mese di ottobre dello stesso anno col decreto del 9 ottobre 1861, n. 274, anche se alcune leggi e usanze rimasero in vigore per anni, oltre a quelle che furono recepite dall'ordinamento giuridico unitario.